# Xysticus maculiger
Xysticus maculiger là một loài nhện trong họ Thomisidae.
Loài này thuộc chi Xysticus. Xysticus maculiger được Carl Friedrich Roewer miêu tả năm 1951.